# Fritura
A fritura é uma técnica culinária que consiste em preparar alimentos mergulhando os ingredientes (massas, peixe, carne, legumes) em óleo (ou outra gordura) a alta temperatura. Como os óleos entram em ebulição a uma temperatura muito mais alta que a água, este processo tem resultados muito diferentes da cozedura, principalmente na parte exterior dos alimentos que fica parcialmente caramelizada.

## Descrições
Os fritos podem fazer-se numa frigideira, numa fritadeira, ou mesmo numa panela, dependendo da quantidade e do tipo de fritura que se pretende. O refogado, por exemplo, começa por uma fritura leve da cebola mas, quando se mistura o tomate e outros ingredientes, o líquido libertado transforma a preparação num guisado; um processo semelhante acontece nos estufados.

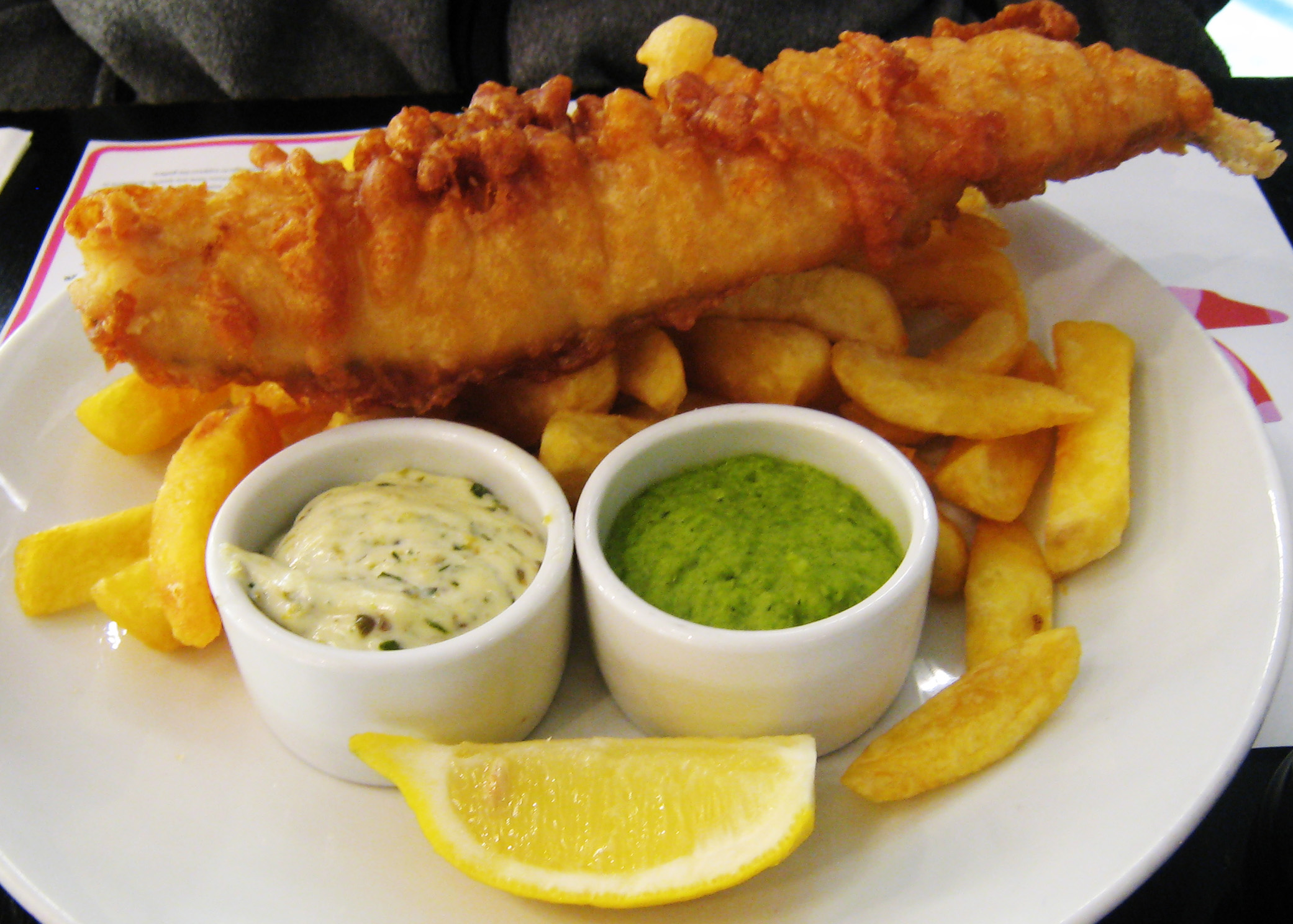
Fish and chips (traduzido do inglês, "peixe e batatas fritas"), um prato inglês com peixe e batatas fritas

Mas, quando se fala em fritos, refere-se principalmente aos alimentos que se cozinham – ou se terminam de preparar – em óleo fervente, como as batatas fritas, muitos pastéis, como os rissóis e os pastéis de bacalhau e ainda alguns doces, como os sonhos.
Outro tipo de fritos são os que se preparam com polme, que é uma mistura semilíquida de farinha, geralmente de trigo e água, por vezes com temperos, onde se mergulham os alimentos a fritar, que assim ficam cobertos de uma capa de farinha frita, como nas pataniscas de bacalhau ou nos peixinhos da horta.

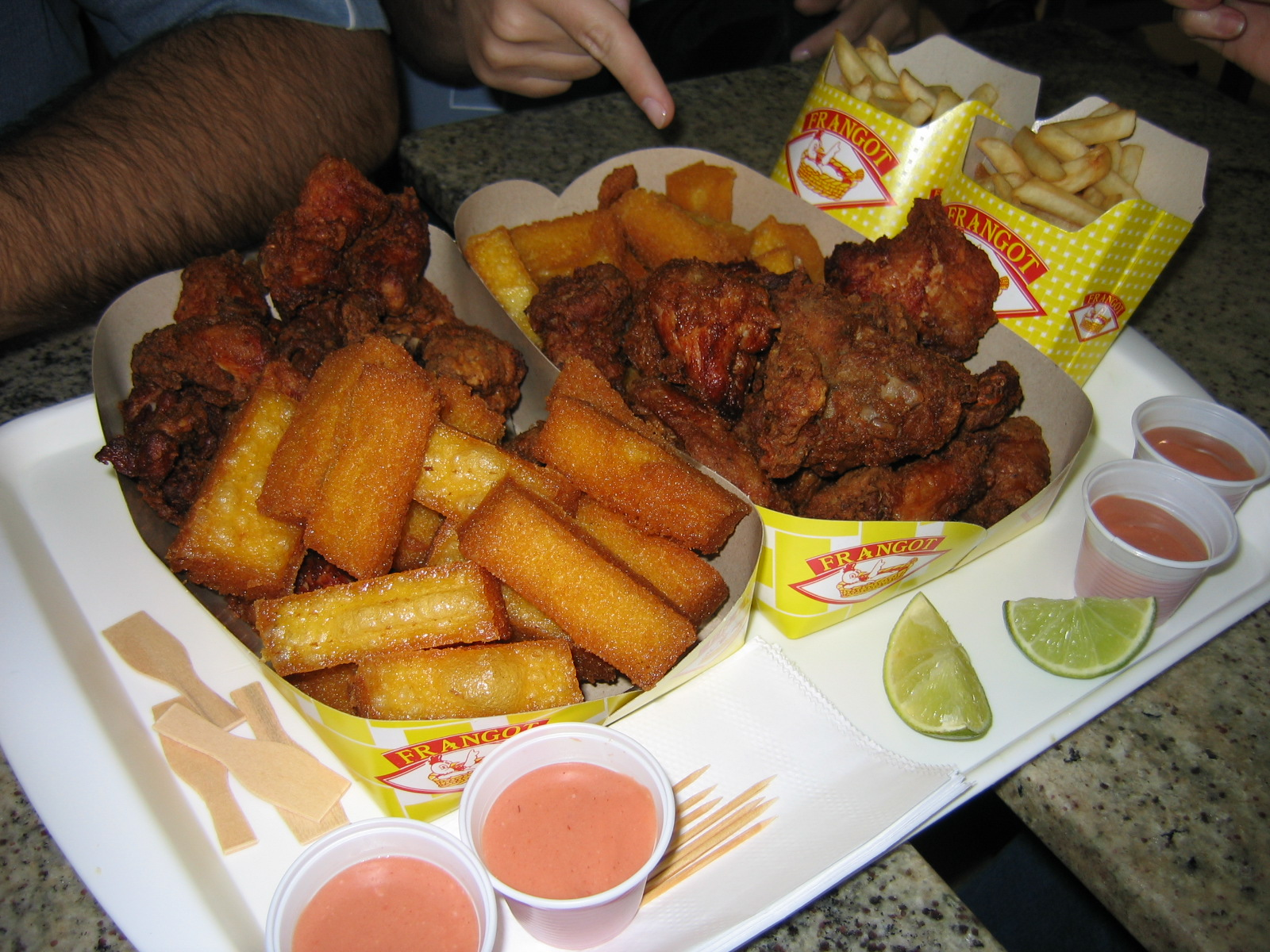
Polenta, frango e batatas fritos

Os fritos são considerados pouco saudáveis, não só por fornecerem mais gordura do que necessário, mas também por essa gordura poder ser responsável por problemas cardíacos. Pelo contrário, a forma de fritar dos chineses e dos orientais em geral, o "salteamento", é considerada mais saudável, uma vez que os alimentos ficam com menos gordura e, também por se comerem habitualmente com hashi ficando o molho na tigela.

## História
Pesquisadores acreditam que a fritura, uso de óleos diversos para cozinhar alimentos, existisse desde a descoberta do fogo, há cerca de 800 mil anos. Há diversos indícios e mesmo registros remotos de seu uso ao longo da história.
No Egito antigo, conforme hieróglifos na tumba de alto funcionário de Tutemés III e outros registros, usavam-se diversos óleos vegetais para fritar alimentos, tais como os de oliva, gergelim, linho. Na Bíblia há diversas citações acerca de alimentos fritos. Sabe-se que na culinária da Itália, conforme Arquestrato de Gela, grego de (Siracusa) (século IV a.C.), já havia refeições de peixes fritos.
Há umas poucas receitas consideradas autênticas desse modo de cozimento datando do período entre os séculos XVIII e XVI a.C. Em Roma no século I d.C., o gastrônomo Marco Gávio Apício em seu receituário De re coquinaria ensinava a fritar peixes. Vem dessa época o verbo latino friggere (fritar). Data de 1393 dos mais antigos textos franceses sobre culinária, "Le ménagier de Paris" (de 1993), que apresentou diversas receitas com base em frituras.
Há receitas de frituras que são centenárias, como as beringelas fritas e marinadas no azeite como ovos fritos no mel da Espanha e as alcachofras fritas da culinária judia do Gueto Romano instituído pelo Papa Paulo IV no século XVI. Porém, desde a Idade Média essas iguarias judias já eram conhecidas e bem apreciadas, conforme conta Ariel Toaff, filho do Rabino Elio Toaff de Roma..